# Lagano, lagano
Lagano, lagano je kompilacijski album s raznim izvođačima koji je 1996. objavila diskografska kuća Aquarius Records. 
Ovaj je album prvo diskografsko pojavljivanje grupe Cubismo. Cubismo je zastupljen s dvije pjesme. Ostali izvođači na albumu su Flexible Frame s dvije pjesme, Mayales s dvije pjesme, Con Fusion s dvije pjesme, High Class Family s dvije pjesme i The Bastardz s dvije pjesme.
Osvojio je dva Porina, a osvojile su ih Cubismove skladbe:
- 1997.: za najbolju instrumentalnu skladbu za „Night in Tunisia“ te Porin za najbolju jazz skladbu za kompoziciju Josipa Graha „Rosa".

## Povijest
Sve je počelo sredinom 1990-ih. Skupina zanesenjaka koja se okupljala u klubu Aquarius pokrenula je festival Lagano, Lagano, a istovremeno je nastajala ideja o osnivanju diskografske kuće. Ograničenim sredstvima, malom publikom i velikih glazbenih ideja ova je skupina iznjedrila hrvatsku urbanu glazbenu scenu. S ovog su festivala nikle mlade snage hrvatske klupske scene, od kojih su poznati Cubismo, Songkillers, The Bastardz, Mayales i drugi. Većina su svoje prve albume objavile pod okriljem ove diskografske kuće. Ova je skupina vrsnih umjetnika i vizionara probila je put svim drugim glazbenicima iste vrste.
Lagano, lagano je prvijenac bilo kakvog klupskog djelovanja u Hrvatskoj, plesni album i ogledni primjerak kako se remiksiraju stvari. Skladbe su izvrsne klupske plesne reinterpretacije. Za kompilaciju se može reći da je najhrabrija, vrijednost joj je više povijesna nego glazbena, što joj ne umanjuje vrijednost.
Kompilacija Lagano, lagano uvrštena je u slavljeničko izdanje Aquarius Records – 15 godina: Backup, seriju od pet reizdanja od kojih je prva Lagano, lagano. Reizdanje od 21. svibnja 2010. koje uz originalni album sadrži i remiksirani album Lagano, lagano producirao je Petar Beluhan. 